# SN 2011hp
SN 2011hp – supernowa typu Ic odkryta 3 listopada 2011 roku w galaktyce NGC 4219. W momencie odkrycia miała maksymalną jasność 15,70m.